# Ajman (tiểu vương quốc)
Ajman (tiếng Ả Rập: عجمان ʿAǧmān) hay còn viết là Ujman, là một trong bảy tiểu vương quốc của các Tiểu vương quốc Ả Rập Thống nhất (UAE). Với diện tích chỉ 260 km², Ajman là tiểu vương quốc nhỏ nhất xét về diện tích. Chính quyền của nó đóng tại thành phố Ajman, nó có đường biên phía bắc, nam và đông với tiểu vương quốc Sharjah.
Nằm dọc theo vịnh Ba Tư, nhưng Ajman cũng kiểm soát hai phần lãnh thổ nhỏ, nằm kín trong lục địa là hai thành phố Masfut và Manama. Xấp xỉ 95% dân số tiểu vương quốc này cư trú trong thành phố Ajman. Năm 1980, dân số chỉ là 36.000 nhưng đã tăng lên đáng kể trong những năm gần đây do dòng nhập cư từ những tiểu vương quốc lân cận như Dubai, Sharjah, và các quốc gia khác. Ajman được cai trị bởi Humaid bin Rashid Al Nuaimi của dòng họ Al Nuaimi. Thái tử của tiểu quốc này là Sheikh Ammar bin Humaid Al Nuaimi.